# Dhirkamandau
Dhirkamandau (nep. धिर्कमाण्डु) – gaun wikas samiti w zachodniej części Nepalu w strefie Seti w dystrykcie Doti. Według nepalskiego spisu powszechnego z 2001 roku liczył on 344 gospodarstw domowych i 1984 mieszkańców (980 kobiet i 1004 mężczyzn).